# Éguelshardt
Éguelshardt é uma comuna francesa na região administrativa de Grande Leste, no departamento de Mosela. Estende-se por uma área de 16,8 km². Em 2010 a comuna tinha 503 habitantes (densidade: 29,9 hab./km²).